# Hans Hold

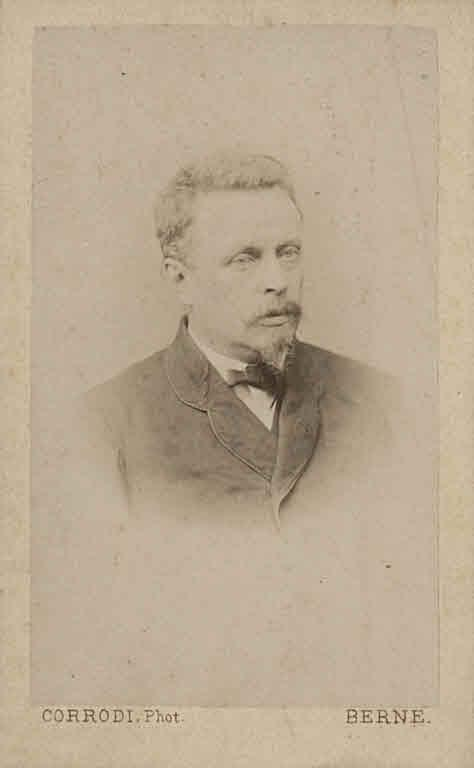
Hans Hold (um 1875)

Hans Hold (* 1. September 1826 in Chur; † 17. April 1910 ebenda, reformiert, heimatberechtigt in Arosa) war ein Schweizer Politiker (FDP) und Brigadier.

## Leben
Hans Hold, Sohn des Pädagogen Luzius Hold, belegte nach dem Besuch der Stadt- und Kantonsschule Chur ein Studium der Rechte an den Universitäten Jena, Heidelberg, Paris und Zürich, das er 1849 mit dem Staatsexamen abschloss. Während seines Studiums wurde er 1844 Mitglied der Burschenschaft Burgkeller in Jena.
In der Folge war Hold zunächst als Anwalt in Arosa, wo er ein Haus und ein Grundbesitz besass, daran anschliessend ab 1852 in Chur tätig. Daneben war Hold, der in der Schweizer Armee im Rang eines Brigadiers diente, als eidgenössischer Kommissär nach dem Göschener Streik von 1875 eingesetzt.

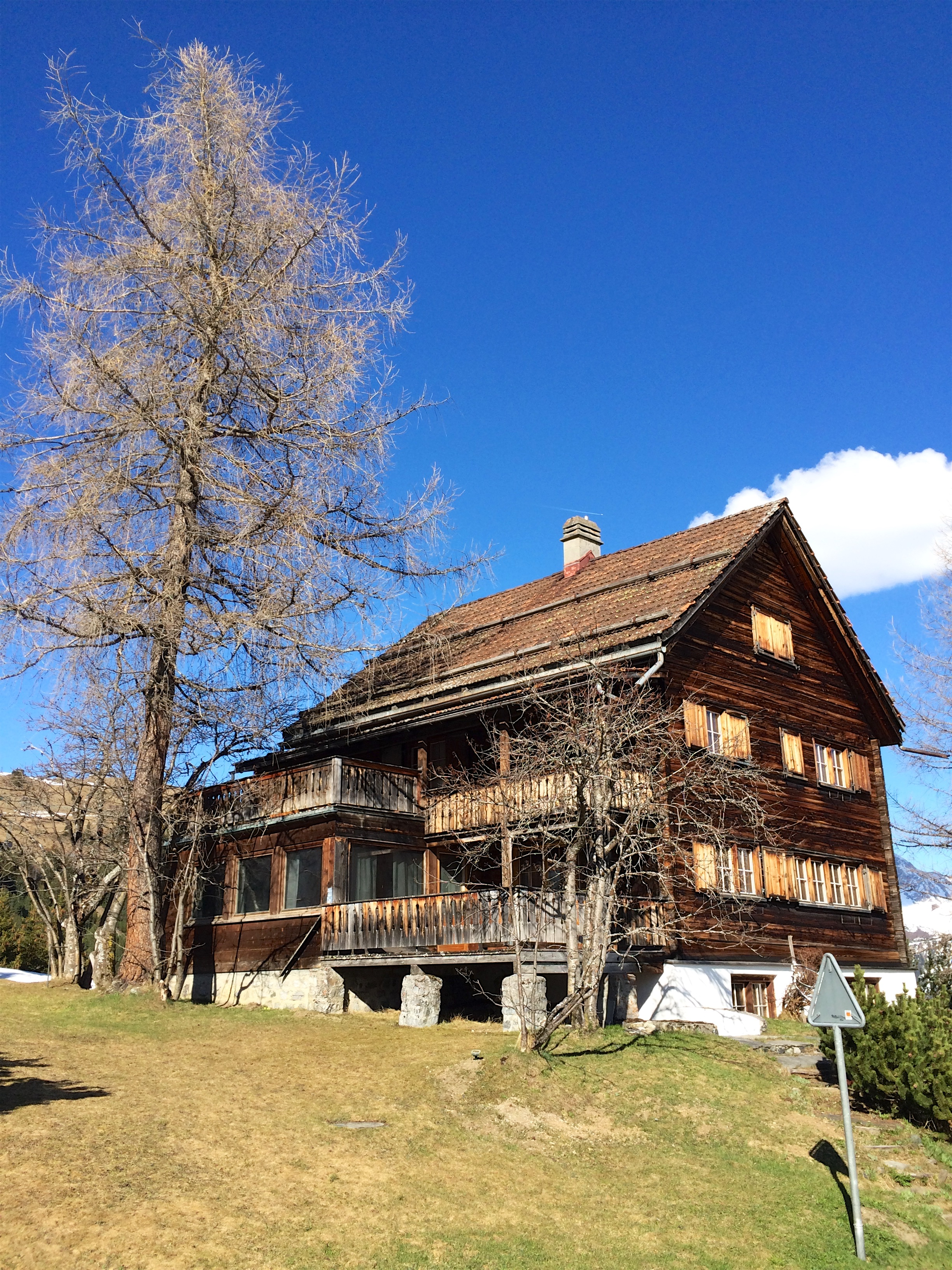
Haus von Hans Hold oberhalb des Heimatmuseums in Innerarosa

Hans Hold war mit Anna, der Tochter des Churer Arztes Johann Ulrich Hilty, verheiratet. Hans Hold war der Schwager von Carl Hilty und Johann Bartholome Caflisch.

## Politischer Werdegang
Hans Hold, Mitglied der Freisinnig-Demokratischen Partei, gehörte auf kantonaler Ebene von 1853 bis 1854, 1857 bis 1858, 1860 bis 1862 sowie 1863 bis 1891 dem Bündner Grossrat an. Zwischen September 1861 und August 1862 war er im Kleinrat vertreten. Zudem fungierte er von 1852 bis 1861 als Bezirksrichter. Auf Bundesebene nahm er für den Kanton von 1871 bis 1872 und 1873 bis 1881 Einsitz in den Ständerat.
Der Zentralist Hold, ein Kenner der Flora und Fauna, zählte zu den führenden Köpfen der Bündner Freisinnigen in der zweiten Hälfte des 19. Jahrhunderts. Sein Engagement galt der Totalrevision der BV sowie dem obligatorischen Referendum. Überdies förderte er den Bau der Strasse Chur-Langwies-Arosa. Hold lag auf der Linie Florian Gengels, trat aber als Vermittler auf.

## Werk
- Bericht des eidgenössischen Kommissärs Herrn Hold über die Unruhen in Göschenen am 27. und 28. Juli 1875, BBl 1875 IV 621 ff.